# Хамроев, Абдулкаюм
Абдулкаю́м Хамро́ев (тадж. Абдулқаюм Ҳамроев), также известный под псевдонимами Курби́ (тадж. Қурбӣ) и Абдулкаю́м Курби́ (тадж. Абдулқаюм Қурбӣ) — известный таджикский поэт и писатель, литератор, журналист. Является первым редактором газеты «Овози тоҷик» (Го́лос таджи́ка), который в первые десятилетия своего существования издавался в Самарканде ( в наше время издается в Ташкенте). В некоторых источниках его имя пишется как Абдукаю́м, без буквы Л.

## Биография
Родился в 1886 году в центре Самарканда, в гуза́ре, который с северо-запада примыкает к площади и ансамблю Региста́н. Всю свою творческую жизнь провел в Самарканде. В основном писал стихи и поэтические произведения, небольшие рассказы, также писал статьи для газет. 
Руководил газетой «Овози точик» в первые годы его существования, став тем самым первым редактором этой газеты. Эта газета также известна как «мать» газет на таджикском языке. 
Умер в 1937 году в 51-летнем возрасте. По некоторым данным, был репрессирован в ходе так называемого «Большого террора» в СССР по уничтожению инакомыслящих. Точное место смерти неизвестно.

## Память
В наше время улица в старой части Самарканда, рядом с площадью и ансамблем Регистан, где находился дом поэта и писателя, названа в его честь. Также, на той же улице находится небольшой мемориальный памятник в честь него, установленный в конце 2000-х годов.